# 液胞

植物細胞の模式図。液胞（vacuole）と液胞膜（tonoplast）にラベルを付与した。

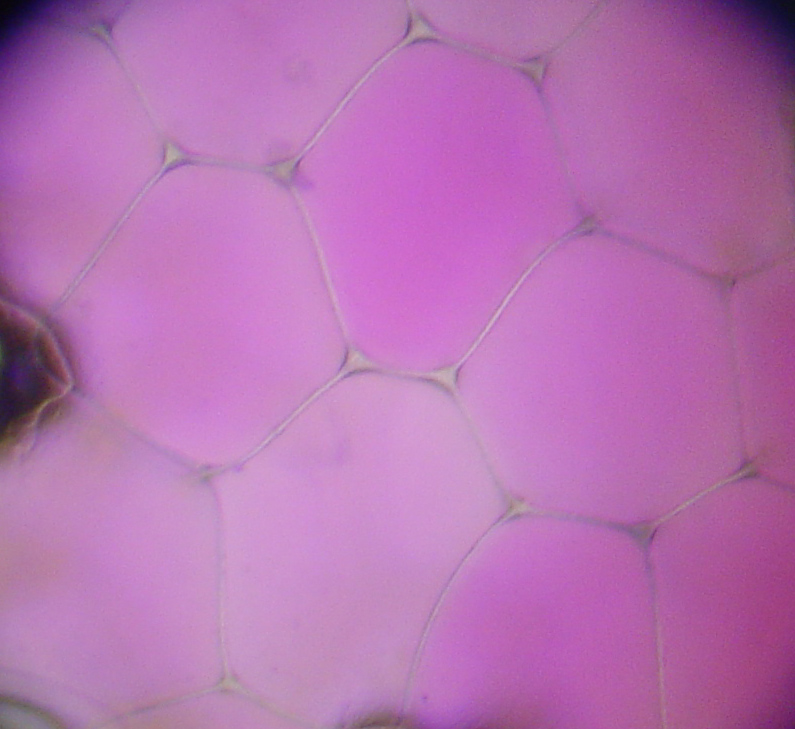
ムラサキオモト（Rhoeo spathacea）の表皮組織。紫色の液胞が細胞の大部分を占める。この色はアントシアニンなどによる。

液胞（えきほう、英: vacuole）は、生物の細胞中にある構造のひとつである。
電子顕微鏡で観察したときのみ、動物細胞内にもみられる。主な役割として、ブドウ糖のような代謝産物の貯蔵、無機塩類のようなイオンを用いた浸透圧の調節・リゾチームを初めとした分解酵素による不用物の細胞内消化、不用物の貯蔵がある。ちなみに、不用物の貯蔵についてであるが、秋頃の紅葉が赤や黄色をしているのは、液胞内に色素が不用物として詰め込まれているからである。
液胞は、細胞内にある液胞膜と呼ばれる膜につつまれた構造であり、その内容物を細胞液と呼ぶ。若い細胞では小さいが、細胞の成長につれて次第に大きくなる。これは、成長する過程で排出された老廃物をため込むためである。良く育った細胞では、多くの場合、細胞の中央の大きな部分を液胞が占める。植物細胞を見ると、往々にして葉緑体が細胞の表面に張り付いたように並んでいるのは、内部を液胞が占めているためでもある。蜜柑などの酸味や花の色は、この液胞中にある色素（アントシアンなど）に由来している。

## 概説
液胞の機能と重要性はそれらが存在する細胞種によって大きく変わり、動物や細菌の細胞よりも、植物や菌類、ある種の原生生物の細胞において顕著である。一般的に、液胞の機能には次のようなものが含まれる。
- 細胞に有害または脅威となる物質の隔離
- 不要物の保管
- 植物細胞において水分の保持
- 内部の静水圧または細胞の膨圧の維持
- 内部のpHを酸性に維持
- 低分子の保管
- 不要物の細胞からの排出
- 植物において、葉や花のような構造の中央液胞（central vacuole）による支持
- 細胞のサイズを大きくし、出芽する植物やその器官（葉など）が水だけによって急速に成長することを可能にする[1]
- 種子中において、出芽に必要なタンパク質は　プロテインボディ（protein body）という特殊な液胞に保管されている[2]

液胞はオートファジーにおいても主要な役割を果たし、多くの物質や細胞内構造体の生合成と分解の平衡を維持している。また、細胞内に蓄積し始めた、誤って折り畳まれたタンパク質の分解とリサイクルを手助けしている。Thomas Bollerらは、液胞は侵入した細菌の破壊に参加していると提唱しており、Robert B. Mellorは、組織特異的な形態の液胞が共生細菌の「収容」に関与していると提唱している。原生生物では、液胞は、生物が吸収した食物を保管し、消化と不要物管理のプロセスを補助するという、別の機能も持っている（プラスモジウム属Plasmodiumの食胞など）。
液胞はおそらく緑色植物亜界の中で複数回独立して進化したと考えられる。

## 発見
収縮胞（contractile vacuole）の星形の構造は、1776年にラザロ・スパランツァーニによって原生生物で初めて観察されたが、誤って呼吸器官とされた。1841年にフェリックス・デュジャルダンは、この星型構造をvacuoleと名付けた。1842年、マティアス・ヤーコプ・シュライデンは植物細胞において、細胞液（cell sap）を含む構造を残りの原形質から区別するために、この用語を適用した。1885年、ユーゴー・ド・フリースは液胞の膜（液胞膜）をtonoplastと名付けた。

## 細菌
フィラメント状硫黄細菌の3つの属（チオプロカ属、ベッギアトア属、チオマルガリータ属）の生物には大きな液胞が見つかる。これらの属の生物の細胞質はきわめて還元的で、液胞は細胞の40–98%を占める。液胞には高濃度の硝酸イオンが含まれており、貯蔵のための細胞小器官であると考えられている。
シアノバクテリアのいくつかの種にはガス胞が存在する。ガス胞はガスが自由に透過することができ、浮力の制御に利用されている。

## 植物

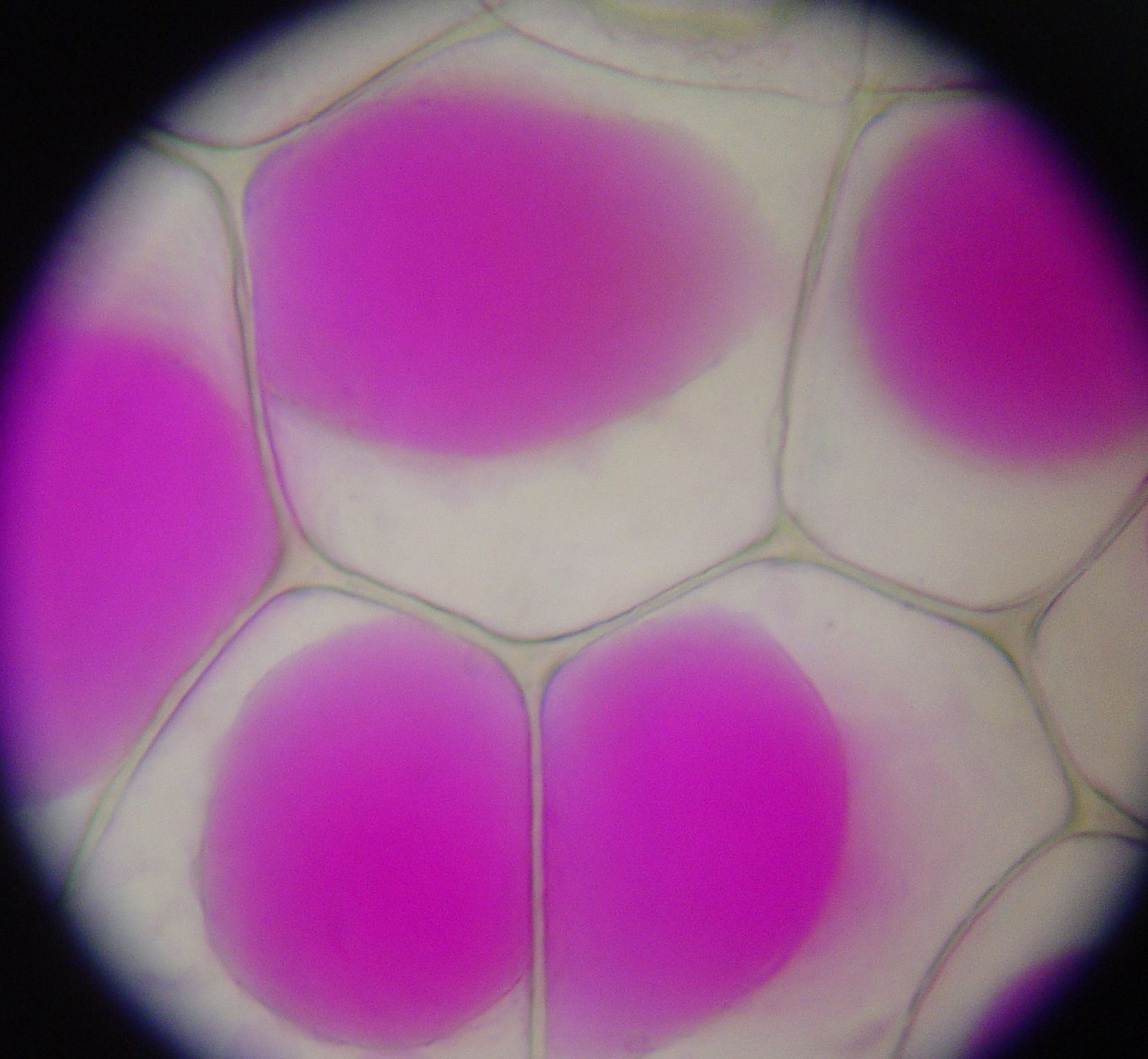
原形質分離を起こしたムラサキオモトの細胞。

ほとんどの成熟した植物細胞は1つの大きな液胞を持っている。液胞は典型的には細胞の体積の30%以上を占めるが、細胞種や条件によっては80%にまで達することもある。しばしば、細胞質糸（cytoplasmic strand）が液胞を通過している (フラグモソームを参照)。
液胞は液胞膜（tonoplast, vacuolar membrane）と呼ばれる膜に囲まれ、細胞液（cell sap）で満たされている。液胞膜は液胞の内容物を細胞質から分離するほか、細胞周辺のイオンの移動の調節や、細胞に有害または脅威となる物質の隔離を行っている。
細胞質から液胞へのプロトンの輸送によって細胞質のpHが安定する一方で、液胞の内側はより酸性となり、物質を液胞の内外へ輸送するためのプロトン駆動力が作り出されている。また、液胞の低いpHは消化酵素の作用を可能にしている。液胞は大きなものが1つだけ存在する（中央液胞）のが一般的であるが、数やサイズは組織や発生の段階によって変化する。例えば、メリステムで成長している細胞は小さなprovacuoleを持っており、維管束形成層の細胞は冬季には小さな液胞を多く持ち、夏季には大きな液胞を1つ持つ。
中央液胞の貯蔵以外の主要な役割は、細胞壁に対する膨圧の維持である。液胞膜に存在するタンパク質によって、水分子やカリウムイオンの出入りは調節されている。浸透によって水は液胞内へ拡散しようとするため、細胞壁へ圧力がかかる。水分が失われると膨圧は大きく低下し、細胞は原形質分離を起こす。液胞による膨圧は細胞の伸長にも必要とされる。細胞壁はエクスパンシンの作用によって部分的に分解されており、比較的強固でない部分が液胞からの圧力によって拡張される。液胞による膨圧は、植物が直立した状態を保つのにも必須である。中心液胞の別の役割は、細胞質のすべての内容物を細胞膜のほうへ押しやることであり、これによって葉緑体は細胞の表面に張り付いて光に近づく。
多くの植物は、細胞質の物質と反応する物質を液胞に貯蔵している。草食動物などによって細胞が破壊されると、2つの物質が反応して有毒な物質が形成される。ニンニクの場合、アリインと酵素アリナーゼは通常隔離されているが、液胞が破壊されると酵素反応によってアリシンが形成される。タマネギを切ったときの、syn-プロパンチアール-S-オキシドの生成も同様の反応である。

## 菌類
菌類の細胞の液胞も植物と同様の機能を果たすが、1つの細胞に複数の液胞が存在することもある。酵母の細胞の液胞は、形態が迅速に変化する動的な構造である。液胞は、細胞のpHやイオン濃度の恒常性の維持や、浸透圧調節、アミノ酸とポリリン酸の貯蔵、消化などの多くの過程に関与している。有毒なイオン（ストロンチウムイオン（Sr2+）、コバルト(II)イオン（Co2+）、鉛(II)イオン（Pb2+）など）は液胞に輸送され、細胞の残りの部分から隔離される。

## 動物
動物細胞では、液胞はほとんど副次的な機能を果たしており、エキソサイトーシスやエンドサイトーシスの過程を補助している。動物細胞の液胞は植物のものよりも小さく、通常は多数が存在するが、液胞が存在しない細胞もある。
エキソサイトーシスは、細胞からタンパク質や脂質を放出する過程である。これらの物質は、ゴルジ体で分泌小胞に取り込まれ、細胞膜へ輸送されて細胞外環境へ分泌される。液胞は、選ばれたタンパク質や脂質を保持し、輸送し、細胞外環境へ排出するための貯蔵小胞である。
エンドサイトーシスはエキソサイトーシスの反対の過程であり、さまざまな形で起こる。食作用（ファゴサイトーシス）は、細菌や死んだ組織など、顕微鏡下で観察可能な物質の欠片が細胞に取り込まれる過程である。これらの物質が細胞膜と接触すると、細胞内への陥入が引き起こされる。陥入部はくびれ切れて、物質を内包する、膜で閉じた小胞となり、細胞膜は再び完全な状態となる。飲作用（ピノサイトーシス）も本質的には同様の過程で、違いは取り込まれる物質が液体などの顕微鏡下で観察できないものであることである。食作用と飲作用はどちらもリソソームと関連して行われる過程であり、取り込まれた物質の完全な分解はリソソームで行われる。
サルモネラはいくつかの種の哺乳類の液胞に取り込まれた後、そこで生存して増殖することができる。